# Las Dos Caras de Ana (telenovela)
Las Dos Caras de Ana (Les Deux Visages d'Ana) est une telenovela mexicaine en 120 épisodes de 44 minutes créée par Pablo Serra, produite par Televisa et diffusée entre le 25 septembre 2006 et le 9 mars 2007 sur Canal de las Estrellas et Univision Network. La telenovela est tournée à Miami.
En France, elle a été diffusée à partir du 10 septembre 2012 sur IDF1.

## Synopsis
Ana Escudero est une jeune femme qui vit à Miami avec sa mère Julia et son frère Fabian. Sa vie bascule lorsque Ignacio Bustamente, le fils du millionnaire Humberto Bustamente, renverse Fabian alors que celui-ci changeait son pneu ; le frère d'Ignacio, Vicente Bustamente, est témoin de l'accident.
Fabian devient alors paralysé. Ana veut que justice soit faite et intente un procès contre les Bustamente avec sa mère et Marcia sa meilleure amie qui est la fiancée de Fabian.
Ignacio, apeuré, décide de mettre le feu à leur maison. Julia et Marcia qu'Ignacio avait pris pour Ana meurent brulées.
Ana s'enfuit avec son frère à New York où elle rencontre Katy, une jeune femme pleine de joie.
Quand Fabian meurt à son tour, Katy et Ana retournent à Miami. Là avec l'aide de Madame Graciella, qui est une amie d'Ana, elles comptent tout faire pour que Ignacio paye.
Entre-temps, Ana tombe sous le charme de Gustavo Galvan, qu'elle a rencontré bien avant l'accident. Entre eux, cela a tout de suite été le coup de foudre même s'il ignore tout du deuil de la jeune fille.
Ce que Ana ignore, c'est que Gustavo Galvan est en réalité Raphael Bustamente, le fils cadet d'Humberto Bustamente qui ne sait rien du crime que son frère a commis...

## Distribution
- Ana Layevska : Ana Escudero / Marcia Lazcano
- Rafael Amaya : Gustavo Galván / Rafael Bustamante
- María Rubio (es) : Doña Graciela Salgado
- Leonardo Daniel : Humberto Bustamante
- Mauricio Aspe (es) : Ignacio Bustamante
- Francisco Rubio : Vicente Bustamante
- Alexa Damián : Irene Alcaraz
- Mariana Huerdo : Claudia Alcaraz
- Allisson Lozano : Paulina Gardel
- Héctor Sáez (es) : Dionisio Jiménez
- Raquel Morell (es) : Rebeca
- María Fernanda García (es) : Cristina Durán
- Eduardo Rivera : Marcos
- Toño Mauri (es) : Adrián Ponce
- Alexandra Graña (es) : Tina Bonilla
- Susana Diazayas (es) : Sofía Ortega
- Liliana Rodríguez (es) : Catalina « Katy » Magaña
- Ismael La Rosa (es) : Eric Guerra
- Julián Legaspi (es) : Javier Gardel
- Hannah Zea : Vania Avendaño
- Graciela Bernardos (es) : Aurora Sarmiento
- Melvin Cabrera : Leonardo « Leo » Jiménez
- Ivelín Giro (es) : Natalia Gallardo
- Celia Paulina : Kelly
- Héctor Ortega : Don Polo
- Jorge Aravena : Santiago Figueroa
- Gonzalo Vivanco (es) : Carlos
- Socorro Bonilla (es) : Julia Vivanco de Escudero
- Mike Biaggio : Fabián Escudero
- Juan Vidal : Cristóbal Acosta
- William Colmenares : Otto Cotrina
- Rosalinda Rodriguez : Úrsula
- Stella Oliveros : Cliente du restaurant
- Carlos Acevedo : Officier de l'immigration
- Tony Acevedo : César Reynoso
- George Akram : Lino
- Dalisa Alegria : Belén
- Patricia Alquinta : Wendy
- Nancy Alvarez : Betty
- Beatriz Arroyo : Norma Sánchez
- Lui Attanasi : Alfredo
- Ismael Barrios : Facundo
- Alba Raquel Barros : Docteur
- Andre Bauth : Claudio
- Rafaella Biscayn-Debest : Linda
- Wilson Blass : Rentier
- Maria Valentina Bove : Laura
- Rubén Camelo : Edgar Vizuella
- Renato Campilongo : Officier Gilberto Silva
- Rodolfo Castera : Officier de police
- Tessy Castilla : Sonia
- Marina Catalán : Mère
- Luís Celeiro : Guillermo Romano
- Ivee Colón : Fan de Gustavo
- Hector Contreras : Voyou
- Victor Corona : Docteur
- Anthony Correa : Invité
- Mariana Da Silva : Femme
- David Danello : Officier à la maison de correction
- Mery De Los Rios : Logeuse
- José del Río : Client
- Patricio Doren : Garde du corps
- Miguel Durand : Docteur
- Laura Ferretti : Solange
- Gustavo Franco : Officier Santiago Gálvez
- Carlos Garin : Monsieur Ortega
- Julio Gasette : Avocat
- Rubén Darío Gomez : Avocat Ruiz
- Gualberto Gonzalez : Propriétaire
- Bettina Grand : Docteur Arias
- Rosina Grosso : Susan
- Miguel Gutierrez : Juge Francisco Montero
- Frank Guzmán : Agent de sécurité
- Guadalupe Hernandez : Martin
- Rey Hernandez : Gay
- Enrique Herrera : Hector Soleiro
- Raúl Izaguirre : Don Benito
- William Jaramillo : Gerente
- Evelyn Jimenez : Gloria
- Tannia Laracuente : Hilda
- Anabel Leal : Pilar
- Diana Lopez : Cindy
- Henry Lopez : Vidal
- Cindy Luna : Natalia
- Carlos López Estrada : Lucas Sánchez
- Carolina Maggi : Secrétaire
- Paloma Marquez : Luciana
- Fidel Pérez Michel : Inspecteur Raul Camacho
- Ernesto Molina : Agent de la DEA
- Vivian Morales : Infirmière
- Jhonny Obando : Livreur
- Carmen Olivares : Rosa
- Nora Parra : Nadia
- Dennis Pastorizo : Plombier
- Rudy Pavón : Bruno
- Arnaldo Pipke : Officier de police
- Jorge Luis Portales : Voyou
- Carlos Pitela : Selso
- Mirta Renee : Lucero Suárez
- Ernesto Reyes : Élève
- Gerardo Riverón : Germán Arango
- Isaniel Rojas : Voyou
- Vivian Ruiz : Licha
- Álvaro Sagone : Docteur
- Kathy Serrano : Elisa
- Yamil Sesin : Dante
- Morella Silva : Marchand
- Jose Antonio Vielma Simancas : Officier de police
- Riczabeth Sobalvarro : Secrétaire
- Luis Sosa : Officier de police
- Joel Sotolongo : Antonio
- Leslie Stewart : Marisela
- Pedro Telémaco : Docteur
- Ramiro Terán : Juge
- Alain Teutelo : Sacerdote
- Ariel Texido : Salvador Lara
- Thauro : John Stanton
- Jose Luis Tovar : Ramirez
- Juan Troya : Alejandro Riviera
- Raul Valderrama : Officier de police
- Eduardo Wasveiler : Ernesto Cabrera
- Carlos Yustis : Julian Sánchez
- Gabriella Zamora : Marcia
- Frank Zapata : Voyou

### Sources
- (es) Cet article est partiellement ou en totalité issu de l’article de Wikipédia en espagnol intitulé « Las dos caras de Ana » (voir la liste des auteurs).